# Sakurako Ōhara
Sakurako Ōhara (大原 櫻子?, Ōhara Sakurako; Tokyo, 10 gennaio 1996) è una cantante e attrice giapponese.

## Discografia

### Album in studio
- 2015 – Happy
- 2016 – V
- 2018 – Enjoy
- 2020 – Passion

### Raccolte
- 2019 – CAM ON! ～5th Anniversary Best～

### Album video
- 2015 – 1st TOUR 2015 SPRING〜CHERRYYYY BLOSSOOOOM!!!〜
- 2016 – CONCERT TOUR 2016 〜CARVIVAL〜 at Nippon Budokan
- 2018 – Ohara Sakurako 4th TOUR 2017 AUTUMN 〜ACCECHERRY BOX〜

## Filmografia

### Cinema
- Kanojo wa uso o aishisugiteru (2013)
- Lady Maiko (2014)
- Let's Go, Jets! (2017)
- The Day's Organ (2019)

### Televisione
- Koukou Nyuushi (2012)
- Shinigami-kun (2014)
- Suikyū yankīsu (2014)
- Koinaka (2015)
- Kono Koe wo Kimi ni (2017)
- Natsuzora (2019)
- Piple (2020)